# Lorensbergsteatern
Lorensbergsteatern, är en teaterbyggnad i Lorensbergsparken i Göteborg invigd 1916. Den har adress Karl Gerhards Plats 1 och fastighetsbeteckning Lorensberg 29:2. Teatern är ritad av arkitekten Karl M. Bengtson, sceninredningen gjordes av tysken C. Roeder, och byggdes på initiativ av och var delvis finansierad av krögaren Sophus Petersen, som drev den dåvarande restaurangen i Lorensbergsparken.
I och med att Göteborgs nya stadsteater stod klar 1934 byggdes Lorensbergsteatern om till biograf. Biografen lades ner den 13 september 1987, och lokalerna kom åter igen att användas som teater. Åren 1987–2024 drevs teaterverksamheten av Galenskaparna och After Shave och deras bolag Kulturtuben. 

## Historia

### Bakgrund
Den första teaterbyggnaden på området "Landeriet No 90 Lorensberg i 12:e roten", var den som musikdirektören vid Göta artilleriregemente, Frans Cabré, lät bygga kring 1842 och som brann ner den 1 december 1864. Robert J. Graf köpte Lorensbergs 1866, och en ny, rymlig teaterbyggnad invigdes den 31 maj 1868. I den nordöstra delen av parken hade ett större hus tillkommit för att hantera alla besökare till Industriutställningen 1891 på den närbelägna Heden. Efter utställningen förvandlades huset till varietén Lorensbergs Alhambra. Slutet för denna verksamhet kom den 30 september 1896, efter att den nya utskänkningsförordningen trätt ikraft. Med ny inredning förvandlade landsortsdirektören Emil Ljungqvist och Göran Tegnér varietén till en teater, som döptes till Folkteatern och hade premiär 19 september 1897.

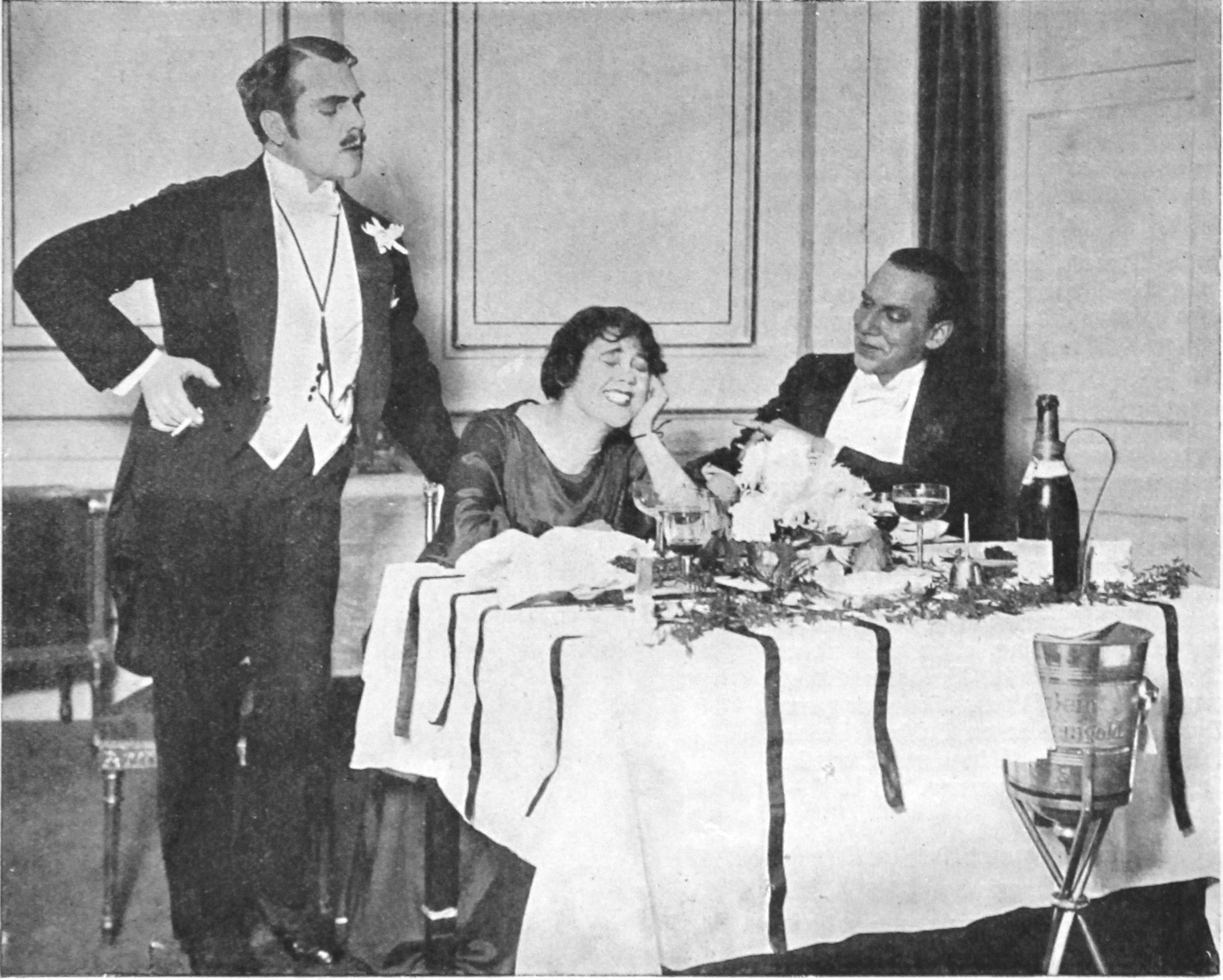
Anders de Wahl, Tollie Zellman och Harry Roeck-Hansen i Arthur Schnitzlers Anatol på Lorensbergsteatern 1917.

Under hösten 1903 övertog Axel Engdahl och Albin Lavén Folkteatern, och den 1 april 1910 tillträdde Sophus Petersen arrendet av restaurangdelen Lorensberg. I mars 1915 meddelade Petersen i en skrivelse till stadsfullmäktige att han erbjöd sig att uppföra en modern teaterbyggnad i Lorensbergsparken, mot att han garanterades förlängt kontrakt på Lorensberg till 1936. Göteborgs stadsfullmäktige accepterade budet, och den 9 maj 1916 godkändes ritningarna av byggnadsnämnden. Det var främst Göteborgs teaterförenings ordförande, redaren Vilhelm Lundgren som i stadsfullmäktige argumenterade för denna lösning. Petersen ville först placera den nya teatern på samma tomt som Folkteatern legat, men anvisades istället en tomt i söder, mot Berzeliigatan.

### Invigning och första åren
Den 27 oktober 1916 invigdes Lorensbergsteatern, efter endast drygt fem månaders arbete. Urpremiären var med August Strindbergs pjäs Ett drömspel och den sista föreställningen 30 april 1934.
Vid sin invigning hade teatern Sveriges näst största scen – efter Kungliga Operan i Stockholm. Den hade då 1 000 personer, varav 656 på parkett och 350 på parterr. Den ansågs vara Europas modernaste med en vridscen och rundhorisont. Orkesterdiket rymde 25 personer, expanderbart till 70 stycken. Klädlogerna var 20 till antalet.
Sophus Petersen hade bjudit 800 gäster: hela stadsfullmäktige och alla stadens övriga "notabiliteter." Wilhelm Stenhammar hade skrivit en omfångsrik scenmusik och dirigerade själv Göteborgs orkesterförening. Dekorationerna svarade Svend Gade för. Prolog till föreställningen beställdes av Bertil Malmberg, som lästes upp av Victor Sjöström:
Och du, vars verk skall möta oss i kväll,
du store döde, vilken slumrar nu
i skuggan av ditt kors, du, vilken var,
långt mer än någon som vårt land har fött
korsbärare och skald, du, dramats fader –
låt rikt din ande överskugga oss,
fyll med din storhet denna diktens boning,
förläna du åt vad vi dunkelt ana
ditt snilles gudaborna språk och giv
åt mörkret röst, åt tystnaden en tunga! – –
Så viger jag med lugn vårt nya tempel,
odödlige, i glansen av ditt namn!
Mauritz Stiller blev teaterns första konstnärliga ledare, med det kom snart till en brytning mellan den hetlevrade Stiller och Petersen. Vid nyåret 1917 engagerades istället Gustaf "Muck" Linden, som inte heller han blev kvar länge. I maj 1917 spelade Max Reinhardt med Deutsches Theater på Lorensbergsteatern under fjorton dagar, en välbehövlig injektion av modern tysk scenkonst i dess rika schatteringar, genomarbetade spel och suggestiva atmosfär.
Repertoaren var kostsam och intäkterna blygsamma, varför Petersen önskade överlämna ansvaret för driften till andra. För detta ändamål bildades AB Göteborgs Teater i december 1917. Några av Göteborgs mecenater, träffades i början av 1918 efter en konsert i kapellmästarrummet för att diskutera teaterns framtid. Resultatet blev att Willgodt Kullgren, Herman Mannheimer, Conrad Pineus, Ernst Krüger, Mathilda Broström, Gösta Fraenckel, Wilhelm Henriques, Anna Johansson, Gustaf Werner och Hjalmar Wijk, donerade 100 000 kronor vardera, alltså 1 miljon kronor till Lorensbergsteaterns framtid.

### 1919–1934

#### Under Per Lindbergs ledning

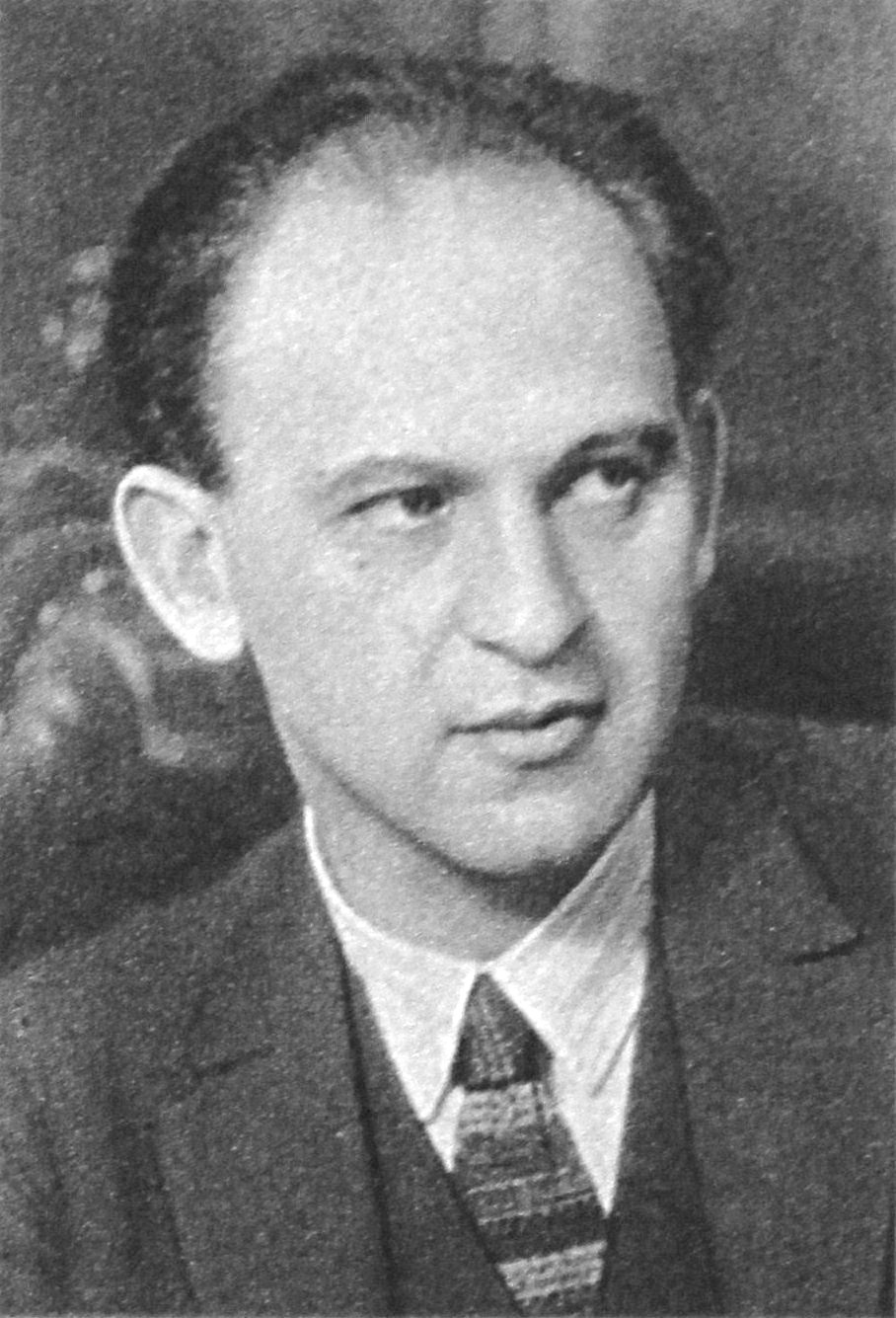
Per Lindberg.

År 1919 tog Per Lindberg över fram till 1923. Med Lindberg som teaterchef och Knut Ström som scenograf sattes en stor mängd pjäser upp på Lorensbergsteatern, med betoning på det tyngre skådespeleriet snarare än en underhållningsrepertoar. Spelåret 1919–1920 sattes arton program upp, 1920–1921 sexton (samt ett Max Reinhardt-gästspel), 1921–1922 nitton och 1922–1923 tjugoen. Nio av uppsättningarna var av Shakespeare: tragedierna Hamlet (i två iscensättningar, 1920 och 1922), Kung Lear, Othello och Romeo och Julia samt komedierna Som ni behagar, Köpmannen i Venedig, Trettondagsafton och Förväxlingar. Av Strindberg spelades tio pjäser, av Shaw fyra och av Hjalmar Bergman tre.
Den 12 september 1919 hade Lorensbergsteatern premiär på Gustaf af Geijerstams sagospel Stor-Klas och Lill-Klas med Dora Söderberg i rollen som Kajsa. Detta var det första teaterstycket för regissören-scenografen Knut Ström, som just blivit kallad till Göteborg från Düsseldorf av Per Lindberg. "Det var en fantasifull och mycket vacker uppsättning", skriver Åke Pettersson i Teaterliv i Göteborg.
Premiärerna på Lorensbergsteatern sågs vid den här tiden som stora begivenheter i Teatersverige, och även Stockholmstidningarna skickade recensenter till Göteborg. Bland de främsta konstnärliga framgångarna märks Ibsens Peer Gynt, med omväxlande John Ekman och Gösta Cederlund i titelrollen (1919), Strindbergs Mäster Olof, med Olof Sandborg i titelrollen samt Tekla Sjöblom och Georg Blickingberg (1920), Shakespeares Som ni behagar (1920), Hamlet, med Gabriel Alw i titelrollen (1920), Strindbergs Folkungasagan (1920), Kung Lear, med Lars Hanson i titelrollen (1921), Othello, med Blickingberg i titelrollen (1921), Romeo och Julia (1922) och Strindbergs Till Damaskus III, i regi av Knut Ström och med dekor av Sandro Malmquist (1922). Varvat med de stora uppsättningarna satte man även upp intimare kammarspel.
Bland Dora Söderbergs roller vid Lorensbergsteatern märktes förutom Celia i Som ni behagar även Ofelia i Hamlet (1920 och 1922), Marie-Louise i Royal Suedois (1922), titelrollen i Rödluvan (1922) och Acacia i Åtrå (1923). Samma år fick hon även spela rollen som Vivan i Aftonstjärnan, en enaktare som pappa Hjalmar hade skrivit färdig kring årsskiftet 1911–12 och som hade haft urpremiär på Intima teatern i mars 1912. Hon spelade även Julia mot Gabriel Alw som Romeo, år 1922.
Göteborgspubliken visade sig vara mindre imponerad av Lorensbergsteaterns stora uppsättningar än recensenterna, och teatern började ganska snart gå med förlust. Staden hade också ett för litet befolkningsunderlag för att i längden kunna behålla en teater av yppersta konstnärliga kvalitet. Ett annat skäl till det dåliga resultatet var den depression som drabbat landet, och ytterligare ett att Lindberg inte skydde några kostnader: Till Folkungasagan hade man anlitat 150 statister och importerat dräkter och rustningar från Tyskland; slutnotan för pjäsen blev 88 000 kronor, men publiken svek. Teatern spelade in mindre och mindre pengar för vart år under Lindbergs konstnärliga ledning, och våren 1923 bestämde han sig för att lämna den.

#### Efter Lindberg
Efter Lindberg var Knut Ström teaterchef under två år, för att 1926 lämna över till Lorensbergsteaterns sista chef, Torsten Hammarén.

#### Barnteatern
Den första barnteaterföreställningen gavs på hösten 1920, då Hamlet gavs som ungdomsföreställning. Därefter på våren 1922 ordnades skolföreställningen "Det gamla spelet om envar". I december samma år – som en jultradition – visades Rödluvan av dansken Axel Breidahl. Tyngdpunkterna låg därefter på julpjäserna under de kommande åren.

### Åren som biograf (1934–1987)
När Göteborgs stadsteater stod färdig 1934, upphörde teaterverksamheten i Lorensbergsteatern. Ensemblen flyttade Hammaréns ledning över till den nya scenen, där Hammarén verkade som teaterchef ända till 1950.
Lorensbergsteatern omvandlades i sin tur till biograf, förvärvad av skåningen och advokaten Sture Persson. Den 19 september 1934 var det premiär på Lorensbergs Bio med Frank Capras Det hände en natt, med bland andra Clark Gable. Bioduken hade då placerats framför en järnridå.
I övre foajén byggdes ett maskinrum, liksom ett två ton tungt betongutrymme för att skydda huset i övrigt från de lättantändliga celluloidfilmerna. Garderober togs bort, för att omvandlas till biofoajé med bord och fåtöljer. Nya, röda biofåtöljer installerades i salongen, och benutrymmet utökades även för andra än folket på främre parkett. En brokigt färgad ridå med vågor, moln och en vattensprutande delfin hängdes framför bioduken.
Lorensbergs Bio betraktades från början som en av de mest förnämna "premiärbiograferna" i Göteborg. Bio växte som folknöje, och dekorationerna utanför teatern blev ofta spektakulära. Skådespelare och regissörer besökte bion i samband med premiärerna. 1960 var Ingemar Johansson, tidigare boxningsvärldsmästare, på plats i samband med Europapremiären på De tappra unga männen; Johansson syntes även i filmen.
1966 blev biografen föremål för polisjakt i bänkraderna. Detta skedde i samband med att den då efterlyste Clark Olofsson befann sig i byggnaden.

### Teaterhistoriskt museum (1954–1995)
Biografverksamheten hade inte nytta av scenutrymmen och loger, som under 20 års tid samlade damm. 1954 flyttade dock det nybildade Teaterhistoriska museet in. Loger och scen blev utställningslokaler, och i källaren placerades ett arkiv.
Museet drevs från början av det då nybildade Teaterhistoriska samfundet, efter 1968 i kommunal regi. 1995 slogs museet samman med det då nybildade Göteborgs Stadsmuseum, och samlingarna flyttade därefter över till det nya museets lokaler och magasin.

### Under Galenskaparna och After Shave (1987–2024)

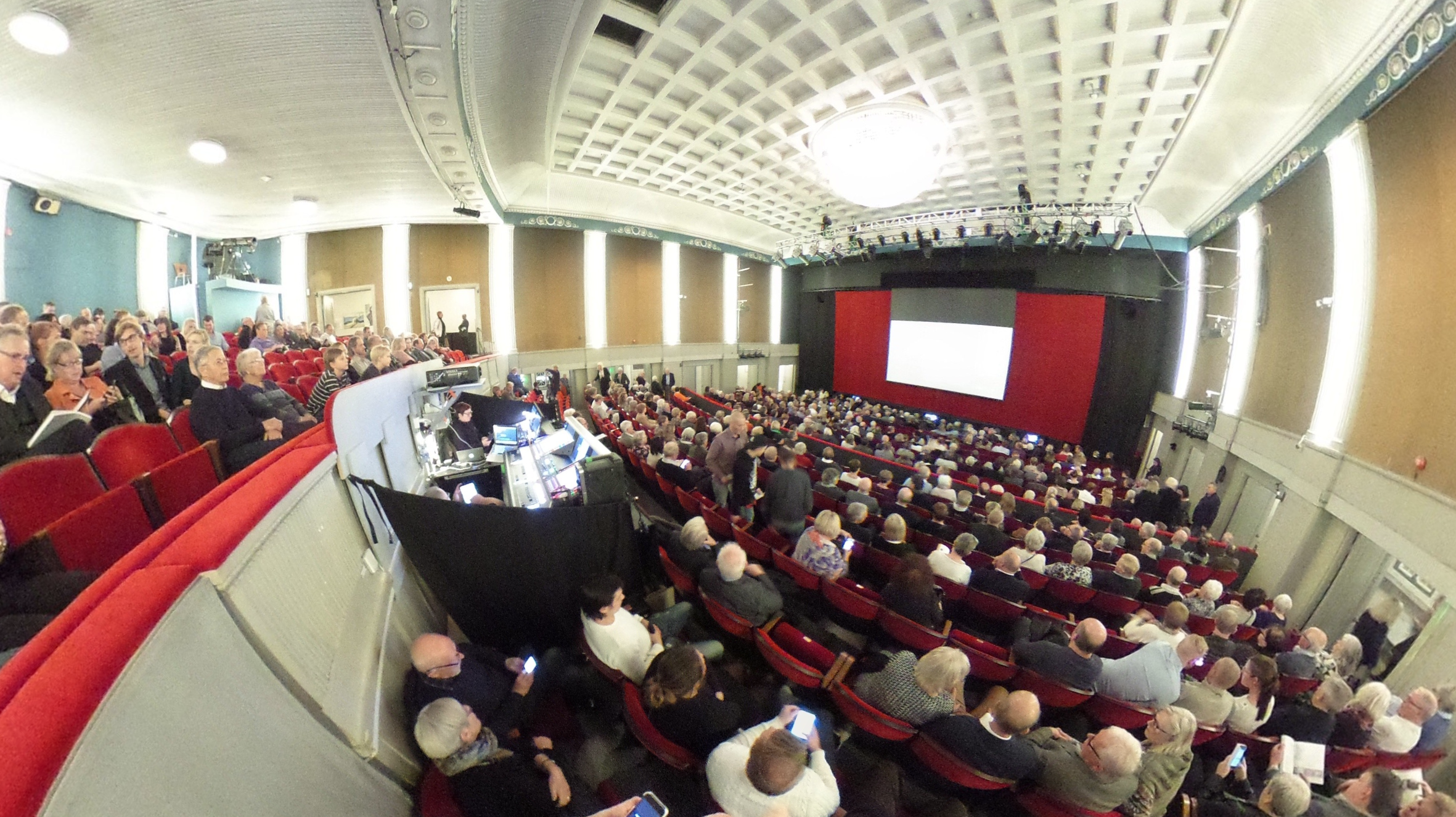
Lorensbergsteaterns interiör, strax före en föreställning i november 2016. Bilden är en skärmdump från en 360-gradersbild

1987 upphörde Lorensbergsteaterns verksamhet som biograf. Nationalteatern producerade samma år en teateruppsättning av Peter Pan.
Under hösten 1987 tog Galenskaparna och After Shaves produktionsbolag Kulturtuben över som hyresgäster av den kommunägda och då kraftigt nedgångna byggnaden. Man renoverade scenrummet och återställde så småningom salongen till den storlek den tidigare haft. Kulturtubens verksamhet i huset inleddes med att man redan under juni samma år visade filmen Leif i husets biograf. Kulturtuben hyrde inledningsvis huset i andra hand, via SF, och så småningom kunde man ta över förstahandskontraket.
Under åren som hyresgäster och teaterarrangörer satte Kulturtuben upp originalföreställningar som Stinsen brinner (1987), Grisen i säcken (1991), Skruven är lös (1992) och Kasinofeber (2002).
Kulturtuben hyrde i sin tur ut teatern när de inte hade egna uppsättningar att framföra. Teatern har på 2000-talet använts som bio under Göteborgs filmfestival. I snitt hade man under perioden cirka 100 000 årliga teaterbesökare.
Lorensbergsteatern har sedan 1989 även varit namnet på ett kommanditbolag som ägs av Kulturtuben.

### Ny drift från 2025
I januari 2025 övergick driften av Lorensbergsteatern i nya händer. Under hösten 2024 meddelades att Kulturtuben överlämnar ansvaret för teaterverksamheten i huset till Vicky Nöjesproduktion och 2Entertain, genom deras gemensamma bolag Oscarsteatern. Kulturtubens satte 2018 upp sin då senaste/sista gemensamma produktion på teatern. Den formella överlåtelsen av driften sker 7 januari 2025, efter att föreställningen Anakronisterna med Per Andersson, Andreas T. Olsson och Claes Eriksson visats under julhelgen.
De nya teaterarrangörerna öppnade även för möjligheten att flytta över musikaler, komedier och andra föreställningar från Oscarsteatern och Chinateatern i Stockholm.

## Byggnaden
2024 hade Lorensbergsteatern 797 sittplatser i teatern. Fyra av dessa kunde då ersättas av plats för rullstolar.

### Förvaltare
Lorensbergsteatern ingår sedan 1991 i Higabs fastighetsbestånd. Beteckningen för fastigheten är Lorensberg 29:2.

### Byggnadsminne

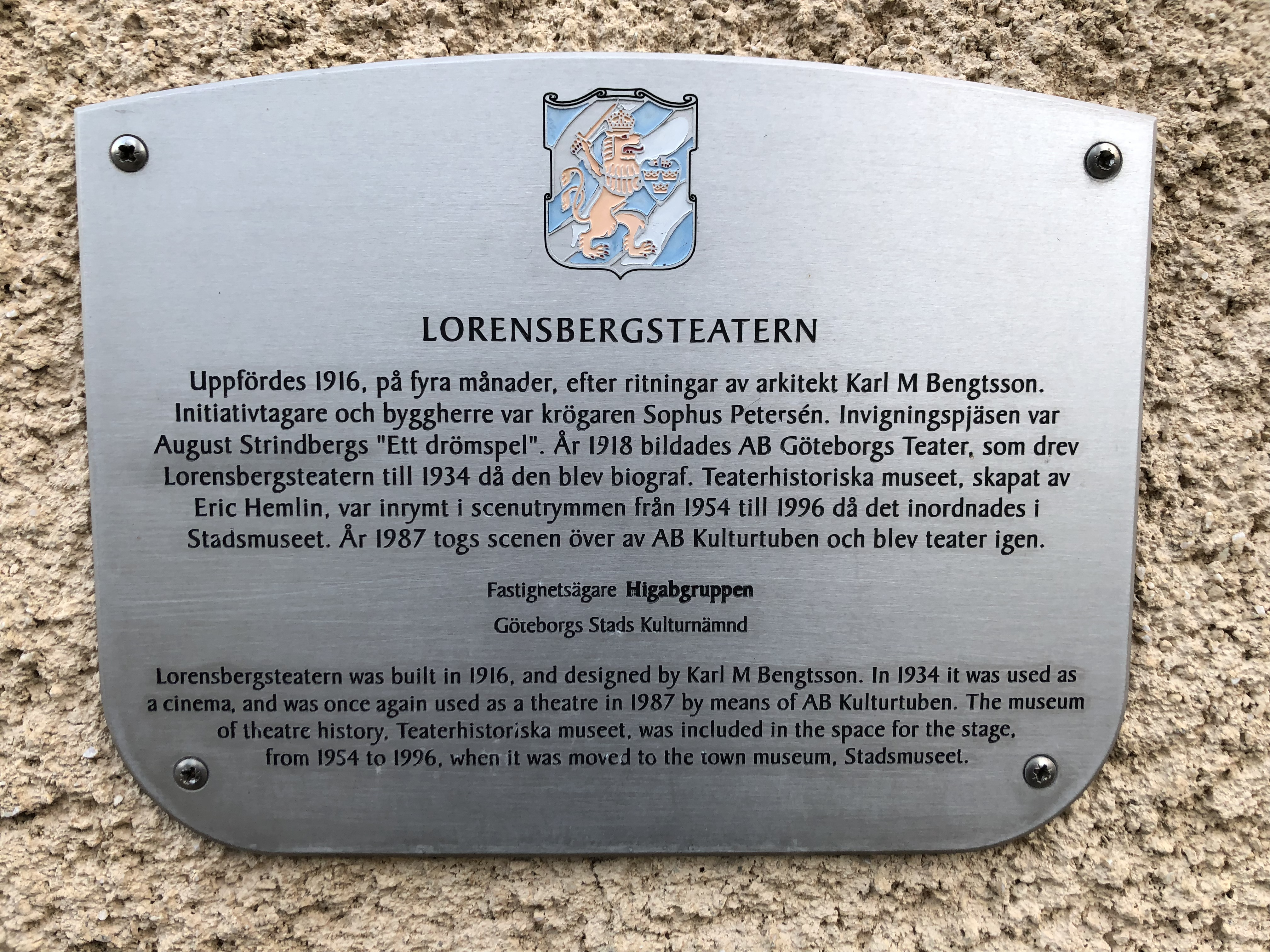
Kulturskylten på fasaden.

Den 2 april 2012 byggnadsminnesförklarades teatern av Länsstyrelsen i Västra Götalands län. Landshövding Lars Bäckström och Higabgruppens VD Göran Sylversten samt teaterchefen Pernilla Wagnborg medverkade vid en ceremoni på teatern den 9 maj i anslutning till byggnadsminnesförklaringen.
Länsstyrelsen förklarade Lorensbergsteatern som byggnadsminne med följande motivering:
| ”      | Lorensbergsteatern är ur ett teaterhistoriskt perspektiv unik som landets första reformteater med ett åskådarutrymme som var demokratiskt ordnat. Teatertekniska företeelser som den permanenta vridscenen och den fasta ljushorisonten introducerades först på Lorensbergsteatern. Scenbelysningen var också avancerad för sin tid. Den långa kontinuiteten som teatersalong har ett stort kulturhistoriskt värde. Byggnaden har även ett stort arkitekturhistoriskt värde där fasadernas klassiserade drag förebådar 1920-talets arkitekturströmning. Salongen har över tid fått ett särskilt värde som en av stadens få bevarade storsalonger eftersom så många primiärbiografer i Göteborg har lagts ner på senare år. Länsstyrelsen bedömer att Lorensbergsteatern är synnerligen märklig genom sitt kulturhistoriska värde. | „ |
| [ 40 ] | |   |